# 1966 en Nouvelle-Écosse
Chronologie de la Nouvelle-Écosse
- 1962
- 1963
- 1964
- 1965
- 1966
- 1967
- 1968
- 1969
- 1970

Cette page concerne des événements survenus en 1966 dans la province canadienne de Nouvelle-Écosse.

## Politique
- Premier ministre : Robert Stanfield
- Chef de l'Opposition :
- Lieutenant-gouverneur : Henry Poole MacKeen
- Législature :